# Frankrijk op het Eurovisiesongfestival 1961
Frankrijk werd vertegenwoordigd op het Eurovisiesongfestival 1961 op 18 maart in Cannes door Jean-Paul Mauric, met het lied Printemps, avril carillonne. Hij had de nationale finale gewonnen die op 18 februari van dat jaar gehouden werd.

## Finale
De nationale finale werd gepresenteerd door Jacqueline Joubert en Marcelle Cravenne. Er deden zes artiesten mee, de winnaar werd gekozen door RTF's regionale studios.
| Startplaats | Artiest            | Lied                          | Punten | Plaats |
| ----------- | ------------------ | ----------------------------- | ------ | ------ |
| 1           | Christiane Lasquin | "Toi pour moi, moi pour toi"  | 57     | 5      |
| 2           | Isabelle Aubret    | "Le gars de n'importe où"     | 100    | 3      |
| 3           | Arabelle           | "Un petit brin de musette"    | 31     | 6      |
| 4           | Sophie Darel       | "Printemps de Paris"          | 90     | 4      |
| 5           | Jean-Paul Mauric   | "Printemps, avril carillonne" | 212    | 1      |
| 6           | Bernard Stephane   | "Les mouettes"                | 109    | 2      |

1956 · 1957 · 1958 · 1959 · 1960 · 1961 · 1962 · 1963 · 1964 · 1965 · 1966 · 1967 · 1968 · 1969 · 1970 · 1971 · 1972 · 1973 · 1974 · 1975 · 1976 · 1977 · 1978 · 1979 · 1980 · 1981 · 1982 · 1983 · 1984 · 1985 · 1986 · 1987 · 1988 · 1989 · 1990 · 1991 · 1992 · 1993 · 1994 · 1995 · 1996 · 1997 · 1998 · 1999 · 2000 · 2001 · 2002 · 2003 · 2004 · 2005 · 2006 · 2007 · 2008 · 2009 · 2010 · 2011 · 2012 · 2013 · 2014 · 2015 · 2016 · 2017 · 2018 · 2019 · 2020 · 2021 · 2022 · 2023 · 2024 · 2025
België · Denemarken · Finland · Frankrijk · Italië · Joegoslavië · Luxemburg · Monaco · Nederland · Noorwegen · Oostenrijk · Spanje · Verenigd Koninkrijk · West-Duitsland · Zweden · Zwitserland